# 大須埼灯台
大須埼灯台（おおすさきとうだい）は、宮城県石巻市雄勝半島突端にある白亜の灯台。

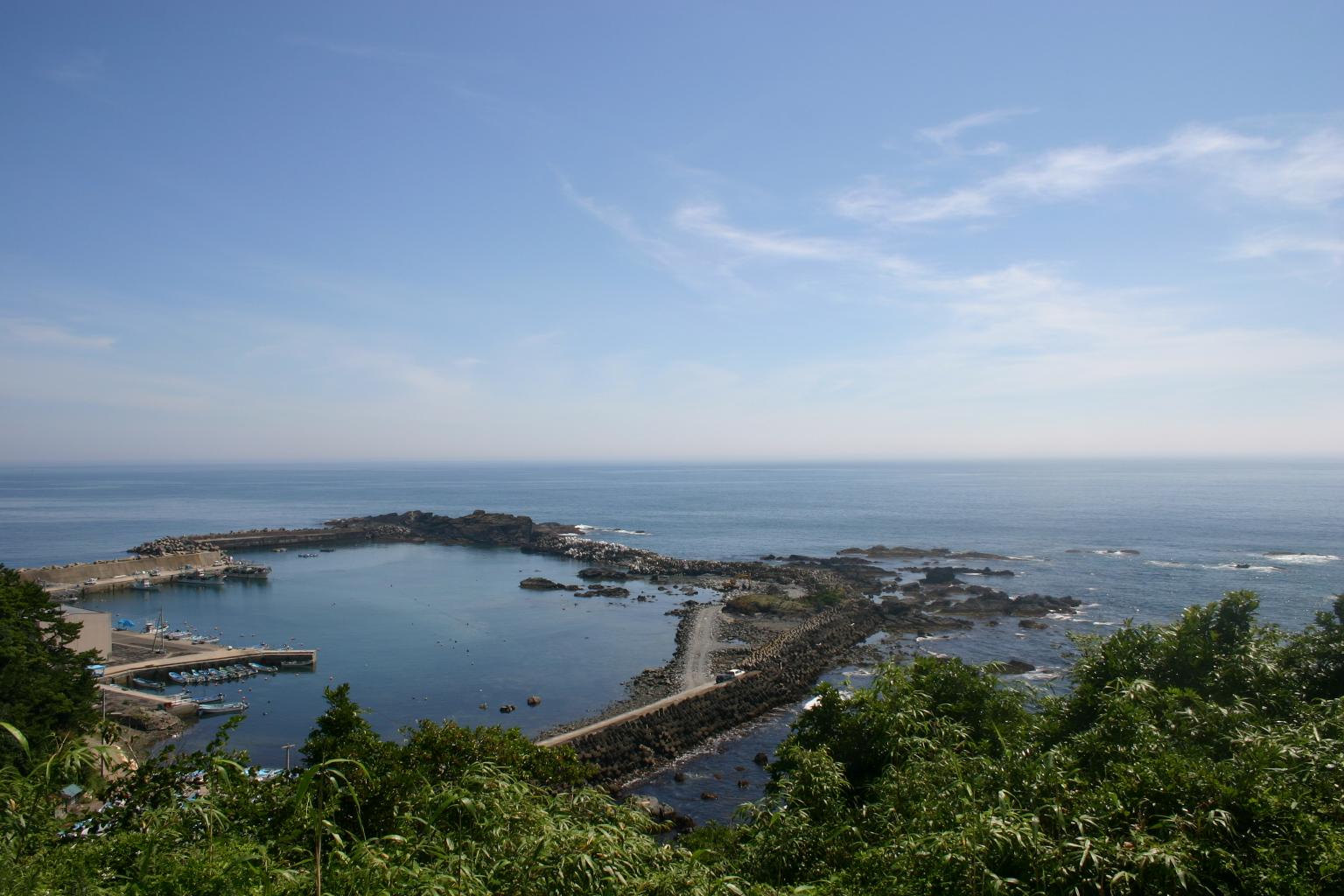
大須埼灯台より望む大須漁港

## 特徴
大須漁港の高台にあり、大須集落の有志によって灯台付近がガーデニングを施され憩いの場となる。
漁港に出入りする漁船や雄勝半島沖を航行する船舶の航行安全に寄与している。
一般社団法人日本ロマンチスト協会の「恋する灯台」に宮城県内初の認定を受けた。認定理由として「東日本大震災という苦難を刻みながらも立ち続ける姿は、見る者の心を温めてくれる」と説明。 大須埼灯台の眼下にある大須漁港がハートの形に見え、天候の条件が良いと日の出の光の矢がハートに刺さる。
2018年度から３年をかけ灯台までの車道や駐車場、トイレ、あずまやなどを整備する計画がある。

## 歴史
- 1949年（昭和24年）9月：初点灯
- 1951年（昭和26年）3月：改築
- 2018年（平成30年）9月：一般社団法人日本ロマンチスト協会の「恋する灯台」に宮城県内初の認定

## アクセス
国道398号線の雄勝総合支所から宮城県道238号釜谷大須雄勝線に入り半島の最東端に向かう。